# الجدل حول وفاة فلاديسلاف سيكورسكي

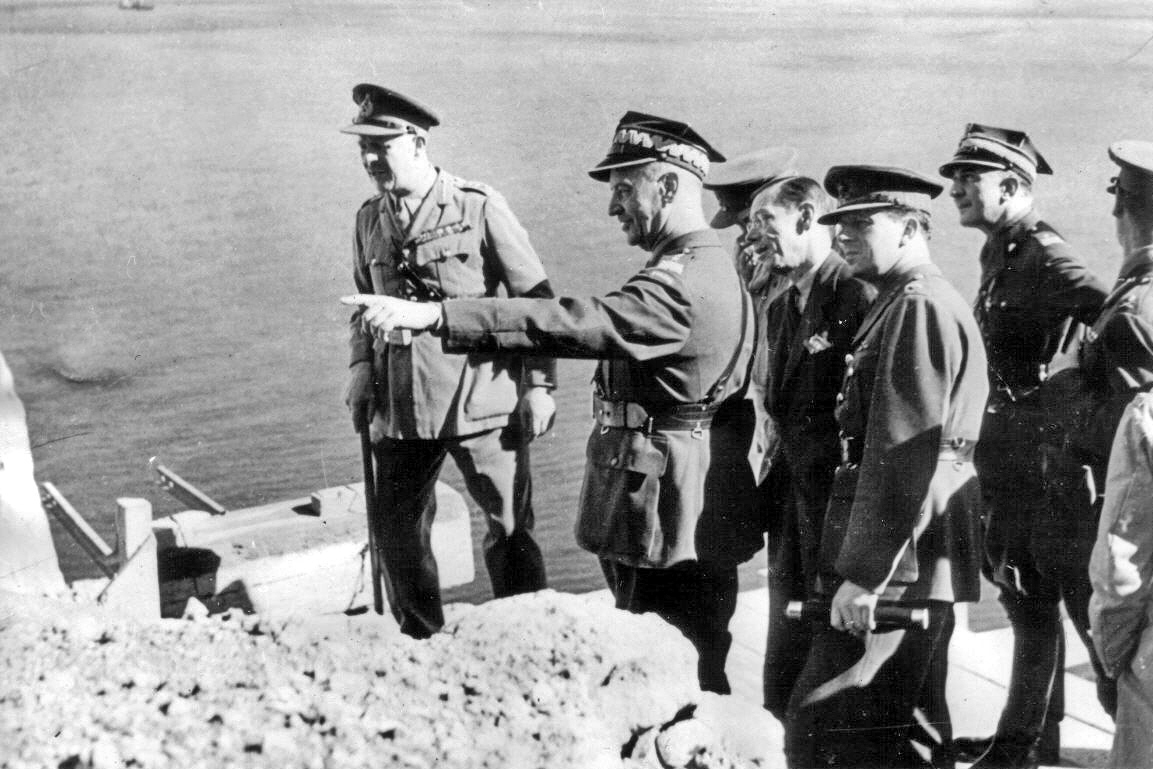

يتمحور الجدل في وفاة فلاديسلاف سيكورسكي حول القائد الأعلى في الجيش البولندي ورئيس وزراء الحكومة البولندية في المنفى فلاديسلاف سيكورسكي حول تحطم طائرة بي-24 في جبل طارق عام 1943. تحطمت طائرة سيكورسكي، ليبراتور 2، بعد إقلاعها مباشرة في جبل طارق، وكان قائد الطائرة الناجي الوحيد. ترتب عن هذه الكارثة عندما صُنفت رسميًا أنها حادثة العديد من نظريات المؤامرة التي ما زالت قائمة إلى يومنا هذا، والتي ارتأت في كثير من الأحيان أن التحطم كان اغتيالًا عُزي بأشكال شتى إلى الاتحاد السوفيتي والبريطانيين والنازيين كذلك. ما زال بعض المؤرخين يصفون الحادث بالغموض، وحقق فيه المعهد البولندي لإحياء الذكرى الوطنية. وخلص التحقيق أن الإصابات التي لحقت بهم تتفق مع تحطم الطائرة وليس ثمة أدلّة كافية تؤيد أو ترفض النظرية القائلة إنها حُطمت عمدًا.

## وفاة سيكورسكي
توجه سيكورسكي في نهاية مايو 1943 ليتفقد القوات البولندية المتمركزة في الشرق الأوسط. كان يتفقد القوات ويرفع معنويات الجنود البولنديون هناك. كان مشغولًا بالشؤون السياسية كذلك، ففي تلك الفترة كان ثمة صراع محتدم بينه وبين الجنرال فلاديسلاف أندرس. يُعزى السبب الرئيسي لذلك أن سيكورسكي بقي منفتحًا لبعض التطبيع للعلاقات البولندية السوفييتية الذي عارضه أندرس بقوة.
في الرابع من يوليو 1943، لقي سيكورسكي حتفه مع ابنته زوفيا ورئيس أركانه تاديوس كليميكي وسبعة أخرين، أثناء عودتهم من الشرق الأوسط، عندما تحطمت طائرته كونسوليداتيد بي-24 ليبراتور، الرقم التسلسلي AL523، في البحر بعد إقلاعها بستة عشر ثانية من مطار جبل طارق في الساعة 23:07.

### الراكبون وأفراد الطاقم
كان الناجي الوحيد من الحادث الملازم طيار إدوارد بارشال، أحد أفراد الطاقم الستة على متن الطائرة. أما الركاب الأحد عشرة الذين قتلوا فهم:
- العقيد فكتور كازليت، الحاصل على وسام الصليب العسكري (MC): ضابط ارتباط بريطاني للقوات المسلحة البولندية.[4]
- جان جراليفسكي: مبعوث جيش الوطن.[5][6]
- اللواء تاديوس كليميكي: رئيس الأركان العامة للجيش البولندي.[7]
- آدم كولاكوفسكي: مساعد سيكورسكي.[5]
- زوفيا ليسنيوفسكا: ابنة وسكرتيرة سيكورسكي.[3][7]
- والتر هيثكوت لوك: ممثل وزارة النقل في الخليج العربي.[4][8]
- العقيد أندزيه ماريكي: قائد العمليات في الجيش البولندي.[7]
- هاري بايندر، ضابط البرقيات في البحرية الملكية: رئيس محطة إشارات البحرية الملكية في الإسكندرية.[4][8][9]
- الملازم جوزيف بونيكيفسكي: مساعد سيكورسكي في سلاح البحرية البولندية.[7]
- الجنرال فلاديسلاف سيكورسكي: القائد العام للجيش البولندي ورئيس وزراء الحكومة البولندية في المنفى.[3]
- العميد جون بيرسيفال وايتيلي، الحاصل على وسام ضابط برتبة الإمبراطورية البريطانية: عضو في حزب المحافظين في البرلمان عن باكنغهام.[4][8][10]

## التحقيقات والجدال
عُقدت محكمة التحقيق البريطانية في السابع من يوليو من ذلك العام للتحقيق في حادث تحطم طائرة سيكورسكي، ليبراتور 2، الرقم التسلسلي AL523، لكنها عجزت عن معرفة السبب، وتوصلت إلى أنه كان مجرد حادث «نجم عن تعطل ضوابط المصعد»، وقد أشارت إلى «تعذر تحديد كيفية وقوع العطل ولكن ثبت عدم وجود تخريب متعمد». رفضت الحكومة البولندية التصديق على التقرير، نظراً للتناقض في عدم تحديد السبب مع استبعاد التخريب المتعمد، وباشرت تحقيقها الخاص الذي أفاد أنه ليس من اليسير تحديد السبب. تداخل السياق السياسي للحدث مع طائفة متنوعة من الملابسات التي أثارت الكثير من التكهن أن وفاة سيكورسكي لم تكن من قبيل الصدفة، وقد تكون نتيجة مباشرة لمؤامرة ألمانية أو سوفييتية أو بريطانية أو حتى بولندية.
روجت الدعاية النازية بعض أوائل إشارات المؤامرة، التي ارتأت أن وفاة سيكورسكي كانت نتاج مؤامرة بريطانية سوفييتية. ما تزال بعض المصادر الحديثة تنوه أن الحادث لم يوضح تمامًا؛ فعلى سبيل المثال، ينوه جيرزي جان ليرسكي في مؤلفه معجم بولندا التاريخي (1996) في باب «جبل طارق، كارثة»: «يوجد العديد من النظريات التي تفسر الحدث، بيد أنه تعذر حل اللغز كليًا». أشار رومان فابينسكي في باب سيرة سيكورسكي الذاتية في مؤلفه قاموس السير الذاتية للبولنديين 1997، أنه ما من ثمة دليل قطعي على أي تجاوزات، وصُنّفت وفاة سيكورسكي رسميًا أنها حادثة. ترتّب عن المسائل غير المحسومة التي أحاطت بوفاته العديد من المطبوعات في الصحافة العامة والتاريخية في بولندا والخارج. وصرّح المؤرخ البولندي أندريه جارليكي عام 2009 في معرض تعليقه على هذه المسائل، استنادًا إلى حجة مماثلة للمؤرخ ماريان كوكيل: إن كافة نظريات المؤامرة الدائرة حول وفاة سيكورسكي هي تصورات طائشة.
شرع المعهد البولندي لإحياء الذكرى الوطنية (IPN) عام 2008 في تحقيق رسمي في الحادث. أُخرجت جثة سيكورسكي وتحقق من رفاته علماء بولنديين، خلصوا في 2009 أنه توفى إثر إصابات تتماشى مع حوادث تحطم الطائرات وأنه لا يوجد دليل على قتله، مستبعدين بذلك النظريات القائلة بتعرضه لطلق ناري أو الخنق قبيل الحادث؛ غير أنهم لم يستثنوا احتمال التخريب المتعمد. أشار المؤرخ ماتشي كوركوش، أحد أعضاء المعهد البولندي لإحياء الذكرى الوطنية «توحي العديد من الحقائق بالاغتيال»، بينما ينوه آخر، وهو أندريه خفلبا، إلى عدم توفر أدلة كافية لتؤيد هذا الادعاء. واشتكى كذلك أن بعض الوثائق البريطانية والإسبانية ما تزال سرية، مما يعرقل التحقيق.
انتهى التحقيق في 2013. وعاد إلى تعذّر تأكيد أو استبعاد التلاعب في الطائرة.
لن يُكشف الغطاء عن الوثائق البريطانية المعنية بالحادث حتى 2050؛ وستبقى سرية للغاية حتى ذلك التاريخ.

## في الثقافة الشعبية
يصف فيلم ذا سايلنت إينيمي (العدو الصامت) الذي أنتج في 1958، تحطم طائرة سيكورسكي، ليبراتور، وفيه يُكلف فريق غواصي البحرية الملكية باسترجاع حقيبة سيكورسكي من الطائرة المحطمة، بقيادة ليونيل كراب الملقب بـ «الصياد»، ليونيل نفسه اختفى في الحقيقة في ملابسات غامضة عام 1956 أثناء الغوص على مقربة من سفينة حربية سوفيتية.
استندت مسرحية سولدجرز، أن أوبيتواري فور جينيفا (أيها الجنود: نعياً لجنيف)، بقلم الكاتب الألماني رولف هوخهوتش، والتي عُرضت للمرة الأولى في لندن عام 1968، جزئيًا على عمل ديفيد أيرفينغ وأوردت المزاعم المثيرة حول انخراط ونستون تشرشل في المؤامرة. في مسرحية هوخهوتش، قتلت قوات الكوماندوز البريطانية سيكورسكي والركاب الآخرون. واتّهم هوخهوتش، الذي كان يجهل أن قائد الطائرة، إدوارد بارشال، ما يزال على قيد الحياة، أنه شارك في المؤامرة. فاز إدوارد بارشال بقضية التشهير التي ألحقت ضررًا بالغًا بمسرح لندن الذي عرض المسرحية. لم يسدد هوخهوتش مطلقًا مبلغ الـ 50000 جنيه إسترليني الذي فرضته المحكمة عليه وتفادى العودة إلى المملكة المتحدة نتيجةً لذلك. كشف هوخهوتش في 2011 أن جاين ليدج روهولت هي مصدر معلوماته حول انخراط تشرشل، وهي الزوجة البريطانية لناشره هاينريش ماريا ليدج روهولت (المولودة باسم جاين سكاتشرد). كانت هذه الشائعات التي نقلتها جاين ليدج روهولت المصدر الوحيد للمزاعم في المسرحية، وذلك حسب بيرجيت لاهان، كاتب السيرة الذاتية لهخوهوتش.
في 2009، جرى تصوير فيلم بولندي جنرال، أساسيناشين أون جيبرالتار (الجنرال: اغتيال في جبل طارق) الذي ركز على التآمر لاغتيال سيكورسكي.